# 余一鼇
一鼇（1838年—1895年），字成之，號心禪。清代無錫人。
祖父紹元，嘉慶戊辰第二名舉人，曾任四川雲陽、榮昌等地知县。父献璋為庠生，入贅楊英燦家，曾官四川松藩同知。余一鼇是楊英燦外曾孙。咸豐十年（1860年），時年二十三歲，太平軍江陷江南大營，全家被擄。余一鼇與母得以脫逃，將近三年後，母子始重逢，但其父與弟余一鳳下落不明。余氏曾在水师擔任幕僚，官候选通判。晚年多病，自撰遺囑。光緒二十一年（1895年）春天，病卒。著述頗豐，然其遺作零落，今存《心禪老人詩稿》、《心禪詩稿》等。有三子，惜長子與三子早夭。